# Eriosemopsis subanisophylla
Eriosemopsis subanisophylla är en måreväxtart som beskrevs av Robyns. Eriosemopsis subanisophylla ingår i släktet Eriosemopsis och familjen måreväxter. Inga underarter finns listade i Catalogue of Life.